# آرمان بوشیان
آرمان آرامی بوشیان (ارمنی: Արման Արամի Բոշյան؛ زادهٔ ۹ اوت ۱۹۸۶) یک سیاستمدار اهل ارمنستان است که از تاریخ ۲۰۱۹ تا تاریخ ۲۰۲۱ سمت نمایندگی دوره هفتم مجلس ملی جمهوری ارمنستان را برعهده داشت.

## زندگی‌نامه
وی در ۹ اوت ۱۹۸۶ در تاگانروگ به دنیا آمد و از دانشگاه پلی‌تکنیک ارمنستان فارغ‌التحصیل شد. 

## یادداشت
1. ↑  Սոցիալական ապահովության ծառայության պետ